# Liste d'élections en 1796
Chronologie des élections
- 1792
- 1793
- 1794
- 1795
- 1796
- 1797
- 1798
- 1799
- 1800

Cet article recense les élections organisées durant l'année 1796.

Dans les années 1790, seuls trois pays organisent des élections nationales, au sens de consultations populaires : le Royaume de Grande-Bretagne ; les États-Unis d'Amérique ; et la France. À ceux-ci, il faut ajouter le Royaume d'Irlande, État officiellement distinct du Royaume de Grande-Bretagne et doté de son propre parlement.

## Élections nationales en 1796
| Date                              | État            | Élection ou référendum                    | Contexte | Résultat |
| --------------------------------- | --------------- | ----------------------------------------- | --- | --- |
| 25 mai - 29 juin                  | Grande-Bretagne | Générales                                 | Élection au suffrage censitaire masculin.La Grande-Bretagne est en guerre contre la France depuis 1792. | Le gouvernement de coalition du premier ministre Pitt le Jeune, qui rassemble les Tories et la plupart des Whigs, conserve une large majorité des sièges à la Chambre des communes. La minorité de Whigs emmenés par Charles James Fox demeurent dans l'opposition. |
| 12 avril 1796 - 15 octobre 1797   | États-Unis      | Législatives (chambre (en) et sénat (en)) | Élection au suffrage censitaire masculin. Les élections sénatoriales américaines de 1796-1797 ont eu lieu à des dates différentes dans différents États. Comme ces élections sénatoriales américaines ont eu lieu avant la ratification du dix-septième amendement en 1913, les sénateurs ont été choisis par les législatures des États.    | Voir l'article : Liste d'élections en 1797. |
| 4 novembre 1796 - 7 décembre 1796 | États-Unis      | Présidentielle                            | Élection au suffrage censitaire masculinPremière élection présidentielle à voir se dérouler une véritable compétition, le président sortant, George Washington, ayant choisi de ne pas se représenter.À cette époque — jusque l'adoption du XIIe amendement en 1804 —, les élections du président et du vice-président étaient différenciées | Victoire de John Adams (Parti fédéraliste), vice-président sortant. Il devance Thomas Jefferson (Parti républicain-démocrate). |